# Ludwik Bielawski (duchowny)
Ludwik Bielawski (ur. 20 sierpnia 1918, zm. 20 lutego 2008) – polski duchowny katolicki, w latach 1958-1994 proboszcz Parafii Narodzenia NMP w Jeżowem, od 1994 proboszcz senior.
Absolwent Gimnazjum Klasycznego w Brzozowie z 1936. 4 maja 1941 otrzymał święcenia kapłańskie w archikatedrze przemyskiej z rąk bp. Franciszka Bardy. Jako wikariusz pracował w Tarnowcu, Kraczkowej, Sokołowie Małopolskim i Przemyślu. W 1958 został mianowany proboszczem w Parafii Narodzenia NMP w Jeżowem, gdzie do 1994 roku pełnił swą funkcję. W latach 1968–1983 był wicedziekanem dekanatu rudnickiego, a następnie w latach 1983-1986 - dziekanem.
Ksiądz Ludwik Bielawski jest założycielem Muzeum Chrystusa Frasobliwego w Jeżowem oraz budowniczym kościoła Świętego Jana Chrzciciela w Jeżowem.
Zmarł po długiej chorobie 20 lutego 2008 roku.

## Odznaczenia i wyróżnienia
- Kanonik honorowy kapituły kolegiaty w Jarosławiu (1992)
- Prałat honorowy Jego Świątobliwości Jana Pawła II (1994)
- Zasłużony dla Gminy Jeżowe (1994)